# Nepenthes lingulata
Nepenthes lingulata is een vleesetende bekerplant uit de familie Nepenthaceae. De soort is endemisch in het noorden van Sumatra. Karakteristiek voor deze soort is het opvallende uitsteeksel aan de onderzijde van het operculum (deksel). Hieraan dankt hij de soortaanduiding lingulata, wat is afgeleid van het Latijnse lingula: 'kleine tong'.

## Beschrijving
Nepenthes lingulata is een klimplant, die net als alle Nepenthes-soorten als bladrozet begint. De stengel kan een lengte van acht meter bereiken. Aanvankelijk is hij lichtgroen, maar wordt donkerpaars wanneer hij ouder wordt. De bladeren zijn donkergroen aan de bovenzijde en bleekgroen aan de onderzijde. Bij sommige exemplaren zijn de bladranden en centrale nerven paars. 

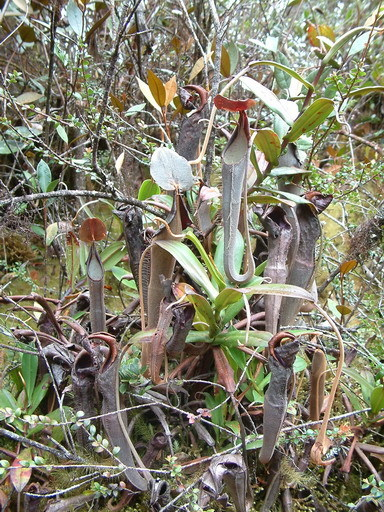
Een jonge plant ontwikkelt zich van bladrozet tot klimplant

In de bladrozetten worden de bladeren maximaal 9,6 centimeter lang en 3 centimeter breed. De donkerpaarse ranken die de bladeren met de vangbekers verbinden zijn tot 25 centimeter lang. Op klimmende stengels groeien kleinere bladeren. Deze worden maximaal 4,8 centimeter lang en 2,1 centimeter breed. De ranken zijn hier tot zo'n 14 centimeter lang.
Net als bij de verwante N. izumiae zijn de vangbekers donkerpaars tot zwart aan de buitenzijde en van binnen bleek blauwgroen met paarse vlekken. De vangbekers zijn dicht begroeid met lange wollige grijsbruin haartjes. Aan de onderzijde van het operculum bevindt zich een lang uitsteeksel. Ook ongewoon voor een Nepenthes is het ontbreken van nectarklieren op deze plek.
De onderbekers zijn relatief groot en worden tot 28 centimeter hoog en 4,5 centimeter breed. Het peristoom (bekerrand) is maximaal 3 centimeter breed. De bovenbekers worden tot 12,3 centimeter hoog en 2 centimeter breed, met een peristoom van 4 millimeter breed.

## Verspreiding

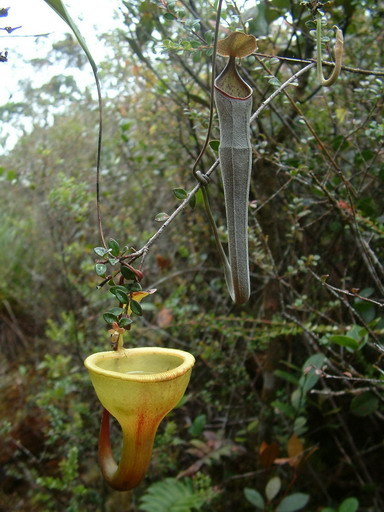
Nepenthes jamban (links) en N. lingulata in een Sumatraans hellingbos

Nepenthes lingulata is endemisch in het Barisangebergte. Hij is enkel bekend van een locatie ten zuiden van Padang Sidempuan in Noord-Sumatra.
De plant groeit in nevelwouden op hoogtes tussen de 1700 en 2100 meter. Hier groeit hij zowel als epifyt als in de grond. Hij komt sympatrisch voor met N. bongso, N. dubia, N. gymnamphora en N. jamban. Er is een natuurlijke hybride met N. jamban bekend.
... · 
N. alata · 
N. albomarginata · 
N. ampullaria · 
N. argentii · 
N. aristolochioides · 
N. attenboroughii · 
N. bicalcarata · 
N. bokorensis · 
N. bongso · 
N. boschiana · 
N. burkei · 
N. campanulata · 
N. chaniana · 
N. danseri · 
N. deaniana · 
N. densiflora · 
N. diatas · 
N. distillatoria · 
N. edwardsiana · 
N. ephippiata · 
N. gracilis · 
N. gymnamphora · 
N. hirsuta · 
N. inermis · 
N. insignis · 
N. jamban · 
N. khasiana · 
N. lamii · 
N. leyte · 
N. lingulata · 
N. lowii · 
N. macfarlanei · 
N. macrophylla · 
N. madagascariensis · 
N. masoalensis · 
N. maxima · 
N. mirabilis · 
N. monticola · 
N. northiana · 
N. ovata · 
N. peltata · 
N. pervillei · 
N. pitopangii · 
N. rafflesiana · 
N. rajah ·
N. rhombicaulis · 
N. rosea ·
N. sanguinea · 
N. sibuyanensis · 
N. spathulata · 
N. tenax · 
N. tenuis · 
N. veitchii ·
N. ventricosa ·
N. vieillardii ·
N. villosa · 
...